# Біла (притока Святиці)
Бі́ла (рос. Белая) — річка в Росії, протікає територією Кіровської області (Фальонський район), ліва притока Святиці.
Річка починається на південно-західній околиці села Верхобельє. Протікає на північний схід, а в гирлі спрямована на схід. Впадає до Святиці на території села Біла. Верхня течія пересихає. Долина неширока, значні ділянки берега заліснені. Приймає декілька дрібних приток. Створено декілька ставків, найбільший із них площею 0,16 км² та площею водозбору — 88 км², і розташований на північній околиці села Верхобельє.
Над річкою розташоване село Фальонського району Верхобельє, Паньшонки, Чаруші, Біла. В Чарушах збудовано автомобільний міст.